# Outwash fan
Un outwash fan (traducibile con conoide fluvioglaciale o conoide detritica di dilavamento glaciale) è un ammasso di sedimenti a forma di conoide depositati da corsi d'acqua a canali intrecciati provenienti da un ghiacciaio in fusione. I sedimenti racchiusi dentro il ghiacciaio, sono trasportati da questi corsi d'acqua che li depositano in una piana fluvioglaciale, al termine del ghiacciaio. Il deposito di dilavamento glaciale, cioè i sedimenti trasportati e depositati dall'acqua di disgelo e che formano una conoide, di solito sono poco selezionati a causa della breve distanza percorsa prima di essere depositati.